# Kenneth Carey
Kenneth Carey est un skipper américain né le 7 août 1893 et mort le 4 janvier 1981. 

## Carrière
Kenneth Carey est sacré champion olympique de voile en classe 8 m aux Jeux olympiques d'été de 1932 de Los Angeles à bord de l'Angelita.